# Ljublju tebja, žizn'!
Ljublju tebja, žizn'! (Люблю тебя, жизнь!) è un film del 1960 diretto da Michail Ivanovič Eršov.